# Залесов, Павел Николаевич
Па́вел Никола́евич Зале́сов (род. 4 ноября 1966, Серпухов, Московская область) — российский предприниматель, депутат, политик, 3-й Глава города Серпухова (2010—2015).

## Биография
Учился в школах № 1 и № 10 Серпухова. В 1985 году окончил Серпуховской приборостроительный техникум, после чего служил в Вооружённых силах (в Забайкалье).
Работал на заводе РАТЕП в цехе № 44 регулировщиком радиоаппаратуры, затем — директором молодёжно-досугового центра при заводе.
В 1993 году открыл в Серпухове торговый дом «Садко», затем — оптовую базу «Кормилец». В 1998 году создал рекламное агентство «Скорпион +», затем — издательский дом «Метрополитан-Медиа», автоярмарку «Гранд», автосервис «Эксперт», бизнес-центр «Гранд».
4 сентября 2005 года баллотировался на выборах депутатов Совета депутатов муниципального образования «Город Серпухов Московской области» в качестве самовыдвиженца; набрав 32,34 % голосов, стал депутатом.
Издавал общественно-политическую газету «Народный наблюдатель», возглавлял движение «Наш Серпухов», вел программу «Кухня Серпухова» в сети Интернет.
10 октября 2010 года избран Главой муниципального образования «Город Серпухов Московской области» (33,28 % голосов).
В 2010 - 2015 годах пребывал в состоянии конфликта с властями Серпуховского района. Причинами конфликта стали споры относительно принадлежности недвижимости, а именно земельных участков в районе деревни Паниково и Данковского поселения, полигонов ТБО «Съяново» и «Лесная», корпуса больницы имени Семашко. Поводом для конфликта также было обострение проблемы взаимной задолжности по ЖКХ, результатом которого стали отключения воды и света в районе.
20 апреля 2015 года Советом депутатов города отправлен в отставку.

### Семья
Отец — Николай Николаевич, мать — Глафира Павловна; работали на РТЗ.

## Детектор лжи
06.12.2014 в эфире телеканала НТВ в передаче «Центральное телевидение» был показан сюжет, в котором Павел Залесов проходит проверку на детекторе лжи.